# رائول کیویلو
رائول کیویلو (استونیایی: Raul Kivilo؛ زادهٔ ۴ اکتبر ۱۹۷۳) کماندار اهل استونی بود.
وی در بازی‌های المپیک تابستانی ۱۹۹۲ و بازی‌های المپیک تابستانی ۱۹۹۶ شرکت کرده‌است.